# Ivankiv, Andrușivka
Ivankiv (în ucraineană Іванків) este o comună în raionul Andrușivka, regiunea Jîtomîr, Ucraina, formată numai din satul de reședință.

## Demografie
Componența lingvistică a satului Ivankiv
     Ucraineană (97,4%)
     Rusă (2,22%)
     Alte limbi (0,37%)
Conform recensământului din 2001, majoritatea populației satului Ivankiv era vorbitoare de ucraineană (97,4%), existând în minoritate și vorbitori de rusă (2,22%).